# Kamienica przy Rynku 45 we Wrocławiu
Kamienica przy Rynku 45 – kamienica na wrocławskim rynku, na jego północnej pierzei, zwanej Targiem Łakoci.

## Historia i architektura kamienicy

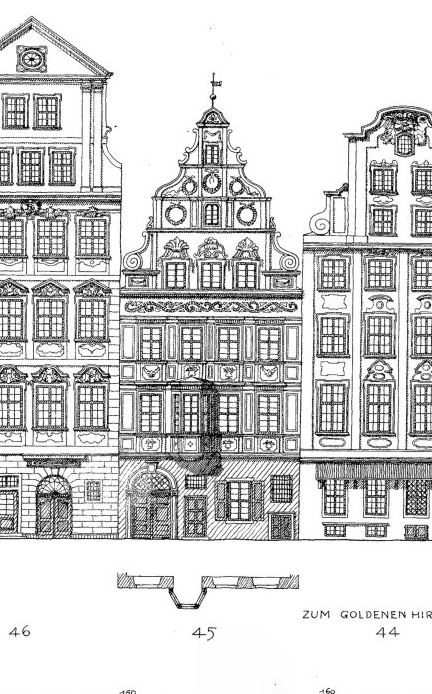
Widok kamienicy w roku 1800 według grafiki Rudolfa Steina

Budynek został wzniesiony w okresie późnego średniowiecza, pomiędzy drugą połową XIV wieku a trzecią tercją XV. Pierwotnie był to budynek o wymiarach 8 x 18 metrów, dwutraktowy, jednoprzestrzenny frontowy i dwudzielny, dwupoziomowy od strony podwórza. Od strony Rynku znajdowało się co najmniej jedno okno; przy ścianie wschodniej znajdował się otwór drzwiowy łączący dolny poziom traktu tylnego pokrytego sklepieniami kolebkowymi. W zachodniej części korytarza komunikacyjnego wydzielonego na przełomie XV i XVI wieku znajdowały się schody prowadzące na parter. W 1436 roku kamienica została połączona z prostopadłą parcelą znajdującą się przy ulicy Kuźniczej 64/65 i, jak wynika z dokumentów źródłowych, była połączona z posesją przy obecnej ulicy Igielnej 22.
W pierwszej połowie XVIII wieku za sprawą Heinricha von Vollgenada, budynek przeszedł przebudowę. Powstał wówczas trzykondygnacyjny budynek o czteroosiowej fasadzie zwieńczonej trzykondygnacyjnym szczytem otoczony wolutami. Wnętrza kamienicy miały układ trzytraktowy, z klatką schodową w trakcie środkowym. Fasada otrzymała barokową formę, a na poziomie drugiej kondygnacji umieszczono ozdobny wykusz.
Na przełomie XVIII i XIX wieku fasada kamienicy otrzymała nową formę. Budynek został przebudowany według projektu A. Kühnela, a jego wykonawcami byli mistrz murarski Carl Meineck i cieśla Heinrich Kuveke. Fasada kamienicy w kolejnych latach (1914, 1921 i 1925) zmieniała swój wygląd, sukcesywnie pozbawiana była wystroju i dekoracji. W 1919 w kamienicy na parterze i I piętrze swoją siedzibę miała firma N. Berger

### Właściciele i postacie związane z kamienicą
Do lat 1420/1423 kamienica była własnością rodziny Krakau, do Michała z Krakowa a następnie do jego synów. Od 1424 kamienica przeszła w ręce rodziny Smarse, pierwotnie do Anny Smarse a następnie w 1441 do Katarzyny. W tym samym roku posesja została sprzedana Paulowi i Małgorzacie Junker. Paul z zawodu był złotnikiem wybieranym na starszego cechu; obywatelstwo Wrocławia nabył w 1430. Kamienica znajdowała się w jego majątku do 1457 roku, kiedy to została sprzedana Niklasowi Kauerowi, paśnikowi i jego żonie Agneth. Po śmierci Niklasa, kamienica pozostała w rękach jego żony, która ok. 1460 wyszła ponownie za mąż, za Lucasa Hasenfelta. W 1465 Agneth zmarła a posesja została w rękach jej męża i drugiej żony Barbary do 1479. Według kolejnych materiałów źródłowych w 1492 roku nowym właścicielem kamienicy był Greger Reichel, w 1500 Michael i Cristina Behme (Böhme) (od 1500 roku właściciele kamienicy 59 i kamienicy 49 a w latach 1500-1501 Hans Sigersdorff.        
W pierwszej połowie XVIII wieku kamienica należała do Heinricha von Vollgenada

## Po II wojnie światowej
Działania wojenne w 1945 roku w niewielkim stopniu uszkodziły kamienicę. W 1945 roku została ona odbudowana z zachowaniem prostej elewacji. Jedynie w części parterowej zastosowano boniowanie. Po 1946 w kamienicy swoją siedzibę miała Spółdzielnia Wydawnicza „Książka”, a następnie, do połowy pierwszej dekady XXI wieku, sklep odzieżowy „Salon Agatka”.